# Фантазия на сербские темы
Фантазия на сербские темы Op. 6, также известная как Сербская фантазия — оркестровое произведение Римского-Корсакова, написанное молодым композитором в 1867 году. В 1887 году Римский-Корсаков осуществил новую редакцию фантазии, опубликованную издательством Митрофана Беляева.

## История создания и исполнения
Инициатива создания фантазии принадлежала Милию Балакиреву, который заказал её автору для концерта славянской музыки в рамках Второго Славянского съезда. Римский-Корсаков быстро принялся за работу и представил сочинение заказчику, который остался доволен — по словам автора, единственной поправкой Балакирева стала вставка во вступлении длиной в четыре такта; при этом, замечал впоследствии Римский-Корсаков, «я увлекался отнюдь не славянством, а только прелестными темами, выбранными для меня Балакиревым». 12 мая (старого стиля) 1867 года Фантазия на сербские темы вошла в программу концерта под управлением Балакирева в зале петербургского Дворянского собрания наряду с произведениями Михаила Глинки, Алексея Львова, Александра Даргомыжского, Станислава Монюшко, Фантазией на венгерские народные темы Ференца Листа и работами самого Балакирева, включая премьеру его «Увертюры на темы трёх чешских песен»; из сочинений Римского-Корсакова прозвучал также романс «Южная ночь». Откликаясь на этот концерт, Цезарь Кюи писал: «В музыкальном отношении „Сербская фантазия“ особенных достоинств не представляет; но она написана так ловко, бойко, с таким жаром юности, так славно инструментована, что нельзя не порадоваться на Корсакова. <…> „Сербская фантазия“ очень всем понравилась и была повторена по требованию публики».
26 октября (7 ноября) того же года Балакирев, сменивший Антона Рубинштейна на посту руководителя филармонических концертов Русского музыкального общества, повторил Сербскую фантазию во втором концерте сезона; как главное событие концерта расценил исполнение этого произведения Александр Серов, отмечавший: «По свежести и яркости колорита, по мастерской во всех отношениях оркестровке и разработке сербских народных мелодий эта „фантазия“ свидетельствует о громадном таланте в молодом, только что начинающем композиторе. Этою вещью он чрезвычайно близко подошёл к гениальной „Лезгинке“ в „Руслане“ — с бо́льшим, быть может, богатством палитры и с веянием чего-то нового, обаятельного».
Зимой 1867/1868 гг. «Сербская фантазия» дважды прозвучала в Москве, став первым оркестровым произведением Римского-Корсакова, исполненным в старой столице. 19 февраля (2 марта) она вошла в программу концерта в Большом театре в пользу голодающих, в котором принимал участие и П. И. Чайковский, продирижировавший «Танцами сенных девушек» из своей оперы «Воевода»; московская газета «Антракт» в рецензии на этот концерт с большой похвалой отозвалась о Чайковском, но резко негативно оценила музыку Римского-Корсакова: «Сербская фантазия г. Римского-Корсакова могла бы с тем же правом называться венгерскою, польскою, тарабарскою — до того она бесцветна, безлична, безжизненна!» Чайковский посчитал эту оценку крайне несправедливой и выступил с ответной статьёй. В этнографическом аспекте Чайковский выражает осторожное недоумение: «весьма интересно знать, почему эти мелодии носят на себе столь явные признаки влияния музыки восточных народностей на народное творчество сербов», — однако с собственно музыкальной стороны в превосходных тонах отзывается об использованных композитором в этой «прелестной пьесе» гармонических контрастах, заключая: «пред ним целая будущность, и нет сомнения, что этому замечательно даровитому человеку суждено сделаться одним из лучших украшений нашего искусства».
На рубеже 1886—1887 гг. Римский-Корсаков вернулся к своему юношескому сочинению для переработки и под свежим впечатлением от него задумал несколько других оркестровых фантазий на народные темы: вслед за этим была написана Концертная фантазия на русские темы Op. 33, композитор работал также над Малороссийской фантазией (не завершена) и над фантазией на испанские темы, которая затем превратилась в Испанское каприччио Op. 34.
10 января 1886 года Фантазия прозвучала в Брюсселе под управлением Жозефа Дюпона, 15 января 1899 года в Лондоне (дирижёр Генри Вуд).

## Аудиозаписи
- Государственный академический симфонический оркестр СССР, дирижёр Евгений Светланов
- Симфонический оркестр Берлинского радио, дирижёр Михаил Юровский
- Московский симфонический оркестр, дирижёр Игорь Головчин
- Малайзийский филармонический оркестр, дирижёр Кес Бакелс